# Valignanus compositus
Valignanus compositus is een insect uit de familie van de mierenleeuwen (Myrmeleontidae), die tot de orde netvleugeligen (Neuroptera) behoort. 
Valignanus compositus is voor het eerst wetenschappelijk beschreven door Navás in 1912.